# Nick Dudman
Nick Dudman é um maquiador britânico. Como reconhecimento, foi nomeado ao Oscar 2012 na categoria de Melhor Maquiagem por Harry Potter and the Deathly Hallows – Part 2.